# Tabassaran
Le tabassaran (ou tabasaran ; en russe табасаранский язык) est un représentant de la sous-famille lezghienne des langues du nord-est du Caucase. Il est parlé par environ 95 000 personnes, essentiellement dans les régions méridionales de la république du Daghestan (Caucase russe). On trouve des locuteurs du tabassaran dans les bassins supérieurs du Rubas-chai et du Chirakh-chai. Il existe deux dialectes principaux : le tabassaran du nord (khanag) et du sud. La langue littéraire est basée sur le dialecte du sud, l'un des six de la république du Daguestan.
Le tabassaran est une langue ergative. Le système verbal est relativement simple : les verbes s'accordent avec le nom en nombre, en personne, et pour le tabassaran du nord, en classe. Le tabassaran du nord possède deux classes nominales; le tabassaran du sud, aucune.

## Dialectologie
- Groupe Nord-tabassaran
  - dyubek
  - ghumghum
  - khirghan
  - churkulan
  - qukhrik
  - sughak
  - kurkak
  - akhit
- Groupe Sud-tabassaran
  - tabassaran littéraire
  - qaluq
  - nitrik
  - eteg

L'eteg a été choisi comme base de la langue littéraire car c'est un dialecte de transition entre le groupe nord et le groupe sud.

## Les cas
Le tabassaran est réputé pour être la langue possédant le plus de cas au monde : entre 47 et 53, selon les dialectes. Il a figuré à ce titre dans le Livre Guinness des records (1997), même si le nombre exact de ces cas a été contesté : en effet, beaucoup d'entre eux constituent en fait des combinaisons de plusieurs cas « de base » (core cases), essentiellement spatiaux.
Exemples :
- cal : mur
- cal-i : mur (+ cas ergatif)
- cal-i-k : sur la surface verticale du mur (+ ergatif + spatial)
- cal-i-q : derrière le mur (+ ergatif + spatial)
- cal-i-q-na : vers l'arrière du mur (+ ergatif + spatial + déplacement)
- cal-i-q-an : de derrière le mur (+ ergatif + spatial + déplacement)
- cal-i-q-an-di : de la direction de derrière le mur (+ ergatif + spatial + déplacement + général)
- cal-i-q-di : le long de / à travers l'arrière du mur (+ ergatif + spatial + général).

## Quelques phrases simples
- Uwu aldakurawu "Уву алдакураву" — "Tu es en train de tomber"
- Uzuz uwu kkundžazuz "Узуз уву ккунжaзуз" — "Je t'aime"
- Uwu fudžuwa? "Уву фужува?" — "Qui êtes-vous ?"
- Fici wuna? "Фици вуна?" — "Comment allez-vous ?"
- Zakur ɣyurza "Закур гъюрза" — "Je viendrai demain"

## Hjelmslev et le tabassaran
En raison de son très grand nombre de cas (52 environ), le tabassaran a servi de base de travail au linguiste danois Louis Hjelmslev pour construire une théorie casuelle générale. Selon lui, le système de cas d'une langue peut comprendre trois « dimensions » : la direction, l’intimité (ou la cohérence) et la subjectivité / objectivité. Cette troisième dimension, très rare , apparaîtrait notamment dans le tabassaran et le lak, toutes deux langues du Caucase oriental. Chaque dimension admettant 6 cas, le nombre total de cas théoriquement possible serait donc de (6 × 6 × 6) = 216. Cette hypothèse, basée sur un idéal géométrique a priori, est fortement contestée.